# Special Warfare Combatant-craft Crewmen

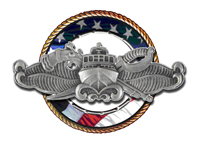
Abzeichen der SWCC

Die Special Warfare Combatant-craft Crewmen (SWCC; deutsch Kampfbootbesatzungen für Spezielle Kriegsführung) bezeichnet eine Laufbahngruppe der US Navy. Gleichzeitig bilden sie als Special Boat Teams eine maritime Spezialeinheit mit dem Einsatzschwerpunkt litorale Gefechtsführung, die dem Naval Special Warfare Group FOUR (NSWG-4) truppendienstlich untersteht mit Hauptquartier in Little Creek, Virginia.

## Auftrag
Die am 16. April 1987 aufgestellte Einheit ist mit für ihre Größe stark bewaffneten und motorisierten Booten ausgerüstet und hat primär den Auftrag, Einsatzkräfte der Navy SEALs von See her an ihre Einsatzorte zu bringen und ihnen gegebenenfalls Feuerunterstützung zu geben, sekundär, Aufklärungs-, Patrouillen- und Kampfaufträge in litoraler Umgebung auszuführen.

## Organisation
Sie gehört gemeinsam mit ihrer Schwestereinheit, den Navy Seals, dem Naval Special Warfare Command (NAVSPECWARCOM; deutsch Marinekommando für Spezielle Kriegsführung), dem Führungskommando für die Spezialeinheiten der US Navy, an.
Die SSWC sind in drei Special Boat Teams gegliedert:
| Abzeichen | Einheit              | Dislozierung | Hauptquartier                                | Besonderheiten                                           |
| --------- | -------------------- | ------------ | -------------------------------------------- | -------------------------------------------------------- |
| Abzeichen | Special Boat Team 12 | Pazifik      | Naval Amphibious Base Coronado, Kalifornien  |                                                          |
| Abzeichen | Special Boat Team 20 | Atlantik     | Naval Amphibious Base Little Creek, Virginia |                                                          |
| Abzeichen | Special Boat Team 22 | weltweit     | John C. Stennis Space Center, Mississippi    | SBT 22 ist spezialisiert auf Einsätze in Binnengewässern |